# Голлі Рінґланд
Голлі Рінґланд (англ. Holly Ringland) — австралійська письменниця і телеведуча. Авторка роману 2018 року «Втрачені квіти Еліс Гарт», який отримав нагороду «Загальна художня книга року»  2019 року премії Australian Book Industry Awards і за яким 2023 року знято телевізійний мінісеріал.

## Дитинство
Рінґланд народилася і виросла в південно-східному Квінсленді, провівши більшу частину свого дитинства під опікою матері-одиначки Коллін, яка працювала шкільною вчителькою. Коли їй було дев’ять років, її родина переїхала до Північної Америки, орендувала будинок у Ванкувері та багато подорожувала між національними парками Канади та США упродовж двох років.

## Кар'єра
Перш ніж стати письменницею, Рінґланд працювала в Австралії на різних посадах, зокрема була офіціанткою в Gold Coast Indy 300, вводила дані, працювала в кол-центрі та на тимчасовій роботі. У 20 з гаком років вона поїхала до Канади за робочою візою, а після повернення до Австралії влаштувалася на посаду медіаофіцерки в національному парку Улуру-Ката Тьюта, використавши поезію у своїй успішній письмовій заявці на цю посаду. Рінґланд повідомляє, що залишила це місце, щоб втекти від сімейного насильства. Вона використала свої заощадження, щоб 2009 року переїхати до Великобританії, де здобула ступінь магістра творчого письма в Манчестерському університеті.
Її перший роман, «Втрачені квіти Еліс Гарт», був написаний у Манчестері та вийшов 2018 року. Рінґланд зазначає, що поштовхом до написання книжки став її власний досвід життя в умовах насильства з боку чоловіка, який глушив її прагнення стати письменницею. У книжці розповідається історія Еліс Гарт, яка втрачає здатність говорити після загибелі матері та жорстокого батька. Після цього її забирає до себе бабуся, про існування якої Еліс раніше не знала, і яка керує притулком для жінок, що постраждали від домашнього насильства. Книжку перекладено понад 30 мовами. 2019 року вона отримала нагороду «Загальна художня книга року» на Australian Book Industry Awards. 2023 року за книжкою зняли однойменний семисерійний мінісеріал із Сігурні Вівер у головній ролі.
У грудні 2019 року Рінґланд і її партнер відвідали матір Рінґланд в Австралії на Різдво, але не змогли повернутися додому через обмеження на подорожі під час пандемії COVID-19. Згодом вона була змушена проживати разом зі своєю матір’ю та вітчимом упродовж наступних трьох років. Протягом цього часу вона була співведучою телешоу ABC «Назад до природи», яке зосереджувалося на вивченні природи Австралії. Вона також написала другу книжку «Сім шкір Естер Вайлдінг», попри відсутність доступу до дослідницьких матеріалів та неможливість відвідати місця, описані в романі, для проведення дослідження. Книжка, яка є казковим квестом про зниклу сестру, вийшла 2022 року та отримала схвальні відгуки критиків.
2023 року видавництво HarperCollins видало нон-фікшн книжку Рінґланд «Дім, який збудувала Радість». Книга порушує вісім тем, з якими Рінґланд стикалася особисто, зокрема синдром самозванця, прокрастинацію та невпевненість у собі, і розповідає, як вона справляється з цими страхами та тривогами. Sydney Morning Herald описав її як «приземлене» запрошення для людей, які хотіли дослідити свою творчість, «але з різних причин не наважуються».

## Переклади українською
2024 року у видавництві «Лабораторія» вийшов український переклад роману «Втрачені квіти Еліс Гарт». Перекладачка — Марина Ковтун.